# Henry David Inglis
Henry David Inglis (Edimburgo, 1795 – Londra, 20 marzo 1835) è stato uno scrittore scozzese.

## Opere
Sotto lo pseudonimo di Derwent Conway pubblicò  diversi libri di viaggi:
- Tales of the Ardennes (1825)
- Narrative of a Journey through Norway, Part of Sweden and the Islands of Denmark (1826)
- Solitary walks through many lands (1828)
- Spain in 1830
- Ireland in 1834